# Računalniški slovarček
Računalniški slovarček je slovensko-angleški/angleško-slovenski slovar računalniških izrazov. Nastal je z namenom poenotenja prevodov računalniških izrazov. Slovar je izšel v treh tiskanih izdajah, zadnja leta 1993 ter na CD-romu leta 2008 (COBISS).

### Spletna izdaja
Leta 2008 je bil implementiran na spletu in po vzoru Wikipedije omogoča uporabnikom, da sami prosto dodajajo gesla. Je prosto dostopen in vsebuje preko 12.000 vnosov. 
Glavni urednik spletne različice je Matjaž Gams, tehnični urednik pa Boštjan Kaluža.